# Kitarō Kōsaka
Kitarō Kōsaka (高坂 希太郎, Kōsaka Kitarō, nascut el 28 de febrer de 1962 a la prefectura de Kanagawa) és un animador i director de cinema japonès.

## Perfil
Va començar la seva carrera l'any 1979 amb l'estudi Oh! Production. Va deixar l'estudi el 1986 per convertir-se en freelance, i aviat va treballar en nombrosos projectes com a director d'animació clau i supervisor del famós estudi d'animació Studio Ghibli, i amb el famós director Hayao Miyazaki, del treball del qual és un reconegut fan.
El 2003, va dirigir la pel·lícula d'anime de ciclisme, Nasu: Summer in Andalusia, ambientada en la cursa de bicicletes per carretera de la Vuelta a España, adaptada del manga d’Iō Kuroda Nasu, que Hayao Miyazaki, un aficionat al ciclisme, va recomanar a Kōsaka. La pel·lícula aviat es va convertir en la primera pel·lícula d'anime japonesa seleccionada per al Festival de Cinema de Canes.
Ha treballat en nombrosos altres projectes per a l'estudi Madhouse, incloses adaptacions de l'artista de manga Naoki Urasawa amb l'estudi, incloent-hi Cinturó Negre, Master Keaton i Monster, i adaptacions de dues de les obres de Clamp, incloses Clover i Double X, tots dos curtmetratges.

## Obres
- 1982 - Minami no Niji no Lucy (animació clau)
- 1982 - Jarinko Chie (animació clau i intermèdia)
- 1983 - Mīmu Iro Iro Yume no Tabi (animació clau)
- 1984 - Lupin III: Part III (animació clau)
- 1984 - Nausicaä de la vall del vent (animació clau)
- 1985 - Kamui no Ken (animació clau)
- 1985 - Sherlock Holmes (director d'animació)
- 1985 - Lupin III: Legend of the Gold of Babylon (animació clau)
- 1985 - Angel's Egg (animació clau)
- 1986 - El castell al cel (animació clau)
- 1987 - Royal Space Force: The Wings of Honneamise (animació clau)
- 1987 - Twilight Q (animació clau)
- 1988 - La tomba de les lluernes (animació clau)
- 1988 - Akira (animació clau)
- 1988 - Kaze wo Nuke! (animació clau)
- 1989 - Cinturó Negre (storyboards, director d'episodi, director d'animació, animació clau)
- 1993 - A-Girl (director, disseny de personatge, director d'animació)
- 1993 - Double X (animació clau)
- 1994 - Pompoko (animació clau)
- 1995 - Murmuris del cor (director d'animació)
- 1997 - Princess Mononoke (director d'animació supervisor)
- 1998 - Master Keaton (disseny de personatge, director d'animació, layout supervisor, storyboards, etc.)
- 1999 - Clover (director)
- 2001 - El viatge de Chihiro (director d'animació supervisor)
- 2001 - Metropolis (animació clau)
- 2003 - Nasu: Summer in Andalusia (director, screenplay, disseny de personatge, director d'animació)
- 2004 - Monster (original disseny de personatges)
- 2005 - El castell ambulant (director d'animació supervisor)
- 2007 - Nasu: A Migratory Bird with Suitcase (director)
- 2008 - La Ponyo al penya-segat (director d'animació supervisor)
- 2010 - Mr. Dough and the Egg Princess (director d'animació)
- 2011 - El turó de les roselles (director d'animació)
- 2013 - El vent s'aixeca (disseny de personatge, director d'animació)
- 2018 - Okko's Inn (director and disseny de personatge)